# Entschluß (Zeitschrift)
Entschluß. Jesuiten, Gesellschaft, Spiritualität  war eine österreichische theologische Fachzeitschrift.
Sie gehörte zum Kreis der von den Jesuiten herausgegebenen Zeitschriften wie Geist und Leben und Stimmen der Zeit.

## Erscheinungsweise
Die Zeitschrift erschien seit 1946 zehnmal bis zwölfmal jährlich. Ab dem 30. Jahrgang 1975 wurde die Erscheinungsweise an das Kalenderjahr angeglichen. Mit dem 54. Jahrgang 1999 wurde das Erscheinen eingestellt.

## Veränderungen und Variationen im Namen
- Vorgängerzeitschrift:[2] Der große Entschluß. Monatsschrift für aktives Christentum. 1946–1969 (Verlag Herder, Wien) DNB 012013463
- Entschluß. Zeitschrift für Praxis und Theologie. 1969–1983 DNB 011847336
- Entschluß / Offen. (38. Jahrgang, 1983, vereinigt mit der Zeitschrift Offen Verlag Herold, Wien) DNB 011896744
- Entschluß. Spiritualität, Jesuiten, Gemeinde. Verlag Butzon und Bercker, Kevelaer, danach im Kulturverlag, Thaur DNB 550962123

## Inhalt
Die Themen der Zeitschrift gingen auf die Themenfelder Theologie, Praxis des Christentums, Spiritualität, besonders die des Ordens der Herausgeber, der Jesuiten ein.
In den letzten Jahren wurde etwa ein Heft jährlich zu Schwerpunktthemen (z. B. Jugend, Bibel) herausgegeben.

## Herausgeber
Die Zeitschrift wurde herausgegeben von den deutschsprachigen Jesuiten unter Verantwortung der österreichischen und Schweizer Ordensprovinz.

## Bekannte Mitglieder der Redaktion (in Auswahl)
- Rupert Feneberg
- Wolfgang Feneberg
- Maria Neubrand (Chefredakteurin 1997–1999)
- Gustav Schörghofer (Chefredakteur 1988–1997)
- Georg Sporschill (Chefredakteur 1977–1988)
- Josef Steiner
- Gernot Wisser

## Bekannte Autoren (in Auswahl)
- Christian Cebulj
- Karl Rahner